# Tyrhtil
Tyrhtil ou Tyrhtel est un prélat anglo-saxon mort entre 705 et 710. Il est le deuxième évêque de Hereford, de 688 jusqu'à sa mort.

## Biographie
Tyrhtil succède à Putta comme évêque du peuple des Magonsæte, dans la région de Hereford, en 688. Il disparaît entre 705 et 710 et Torhthere lui succède.
Il subsiste une charte (S 1785) émise entre 704 et 709 par laquelle Tyrhtil vend un terrain de 50 hides à l'évêque de Londres Waldhere. Ce terrain se situe à Fulham, dans le Middlesex, ce qui suggère que la famille de Tyrhtil pourrait être originaire du sud-est de l'Angleterre. Deux rois confirment cette transaction : le roi des Saxons de l'Est Sigeheard et le roi des Merciens Cenred.
Entre 736 et 740, l'évêque Cuthbert de Hereford compose un poème pour commémorer l'édification d'un tombeau abritant les corps de six individus : le roi des Magonsæte Mildfrith, son épouse Cwenburh, un certain Oshelm fils d'Osfrith inconnu par ailleurs, et ses trois prédécesseurs sur le siège épiscopal de Hereford, Walhstod, Torhthere et Tyrhtil.